# Am Schönblick 4

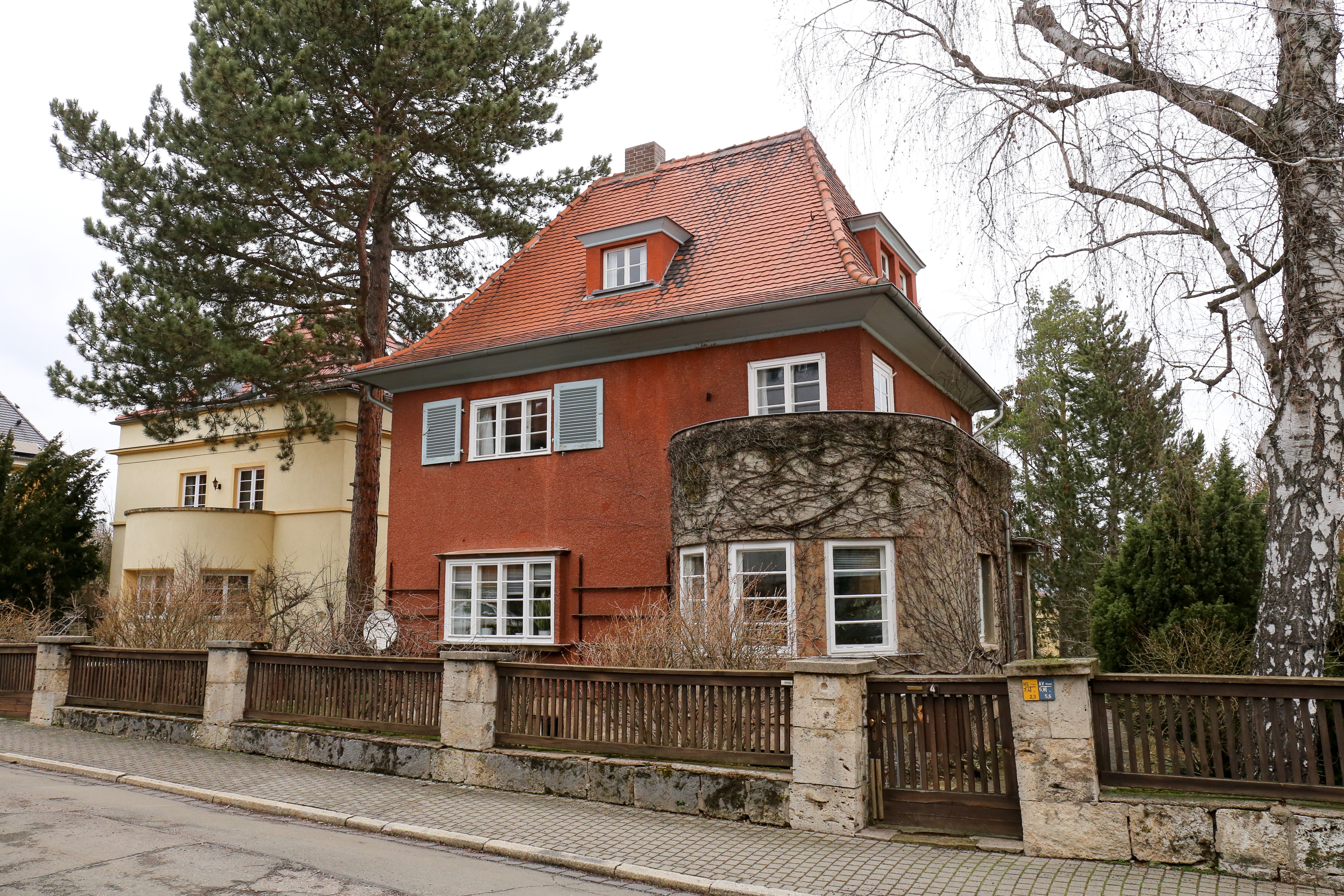
Am Schönblick 4

Das denkmalgeschützte Einfamilienhaus Am Schönblick 4 in Weimar wurde 1927/28 für den SPD-Politiker August Frölich errichtet.
Fröhlich war von 1945 bis 1952 thüringischer Landtagsabgeordneter bzw. Landtagspräsident. Auftragnehmer war die Thüringische Wohnungsfürsorge-Gesellschaft m.b.H.
Goethes Gartenhaus mit dem hohen Walmdach war in der Gestaltung laut Rainer Müller Vorbild. Es ist ein Beispiel für die traditionalistische Architektur der 1920er Jahre. Es ist dem Heimatschutzstil zuzurechnen. Die architektonische Gliederung ist bescheiden und auf wenige Details beschränkt. Im Wesentlichen konzentriert sie sich auf den halbrunden Vorbau. Marc Hirschfell schrieb 2005 seine Dissertation über Goethes Gartenhaus als Urform und Idealtyp. Den bei Müller genannten Bau Am Schönblick 4 berücksichtigte Hirschfell nicht, da er sie im Klassizismus enden lässt.